# Ahmadia
Ahmadia — рід грибів. Назва вперше опублікована 1939 року.

## Класифікація
До роду Ahmadia відносять 2 види:
- Ahmadia pentatropidis
- Ahmadia pentatropsidis